# Talacogon (Agusan del Sur)
Talacogon is een gemeente in de Filipijnse provincie Agusan del Sur op het eiland Mindanao. Bij de laatste census in 2007 had de gemeente ruim 33 duizend inwoners.

## Geografie

### Bestuurlijke indeling
Talacogon is onderverdeeld in de volgende 16 barangays:
| - Batucan - BuenaGracia - Causwagan - Culi - Del Monte - Desamparados - La Flora - Labnig | - Maharlika - Marbon - Sabang Gibung - San Agustin - San Isidro - San Nicolas - Zamora - Zillovia |

## Demografie
Talacogon had bij de census van 2007 een inwoneraantal van 33.093 mensen. Dit zijn 2.214 mensen (7,2%) meer dan bij de vorige census van 2000. De gemiddelde jaarlijkse groei komt daarmee uit op 0,96%, hetgeen lager is dan het landelijk jaarlijks gemiddelde over deze periode (2,04%). Vergeleken met de census van 1995 is het aantal mensen met 5.576 (20,3%) toegenomen.

De bevolkingsdichtheid van Talacogon was ten tijde van de laatste census, met 33.093 inwoners op 405,25 km², 81,7 mensen per km².